# Щипок
Щипокът, още обикновен щипок, змиорче или пискал (Cobitis megaspila), е вид лъчеперка от семейство Виюнови (Cobitidae).

## Етимология
Латинското наименование (на латински: Cobitis идва от гръцкото kobitis, -idos) означава „вид сардина“.

## Разпространение
Среща се в по делтата на река Дунав – Молдова, Румъния и България.

## Таксономия
Този вид се счита за синоним на Cobitis elongatoides.

## Описание
Щипокът се размножава чрез хайвер.